# Salvador Morera i Tanyà
Salvador Morera i Tanyà (Taradell, Osona, 28 de juliol de 1962) és un polític i assagista català, diputat a la IV i V legislatures del parlament de Catalunya
Militant de les Joventuts d'Esquerra Republicana de Catalunya i d'Esquerra Republicana de Catalunya, n'ha estat regidor a Taradell a les eleccions municipals espanyoles de 1987 i 1991 i diputat a les eleccions al Parlament de Catalunya de 1992 i 1995. Des de 2002 és secretari de l'ajuntament de les Planes d'Hostoles i president de l'Associació Catalunya-Quebec. Ha estat secretari de l'Ajuntament de Sant Pere de Torelló (1988-1991). Fou un dels diputats d'ERC que acompanyaren Àngel Colom i Colom quan deixà el partit per fundar el Partit per la Independència.
Ha escrit articles sobre el Quebec, país amb el que ha mantingut contactes permanents i és col·laborador del Partit Quebequès a Europa.

## Obres
- Canadà divisible: L'autodeterminació del Quebec (2002)